# Эстонская церковная ссора (1993)
Эстонская церковная ссора — конфликт между Константинопольским патриархатом и Московским патриархатом в 1993 году за право на восстановление Эстонской апостольской православной церкви, существовавшей в Эстонии с 1920 по 1945 год, а так же за право включить Эстонию в свою каноническую территорию.

## Формирование Эстонской апостольской православной церкви
В апреле 1993 года в Эстонии начали действовать Эстонская православная церковь Московского патриархата и Эстонская апостольская православная церковь при Константинопольском патриархате. 20 февраля 1996 года Константинопольский патриарх Варфоломей I подтвердил томос, данный Эстонской апостольской православной церкви.